# Bithia pauicseta
Bithia pauicseta är en tvåvingeart som beskrevs av Kugler 1974. Bithia pauicseta ingår i släktet Bithia och familjen parasitflugor. Inga underarter finns listade i Catalogue of Life.